# Schreibautomat

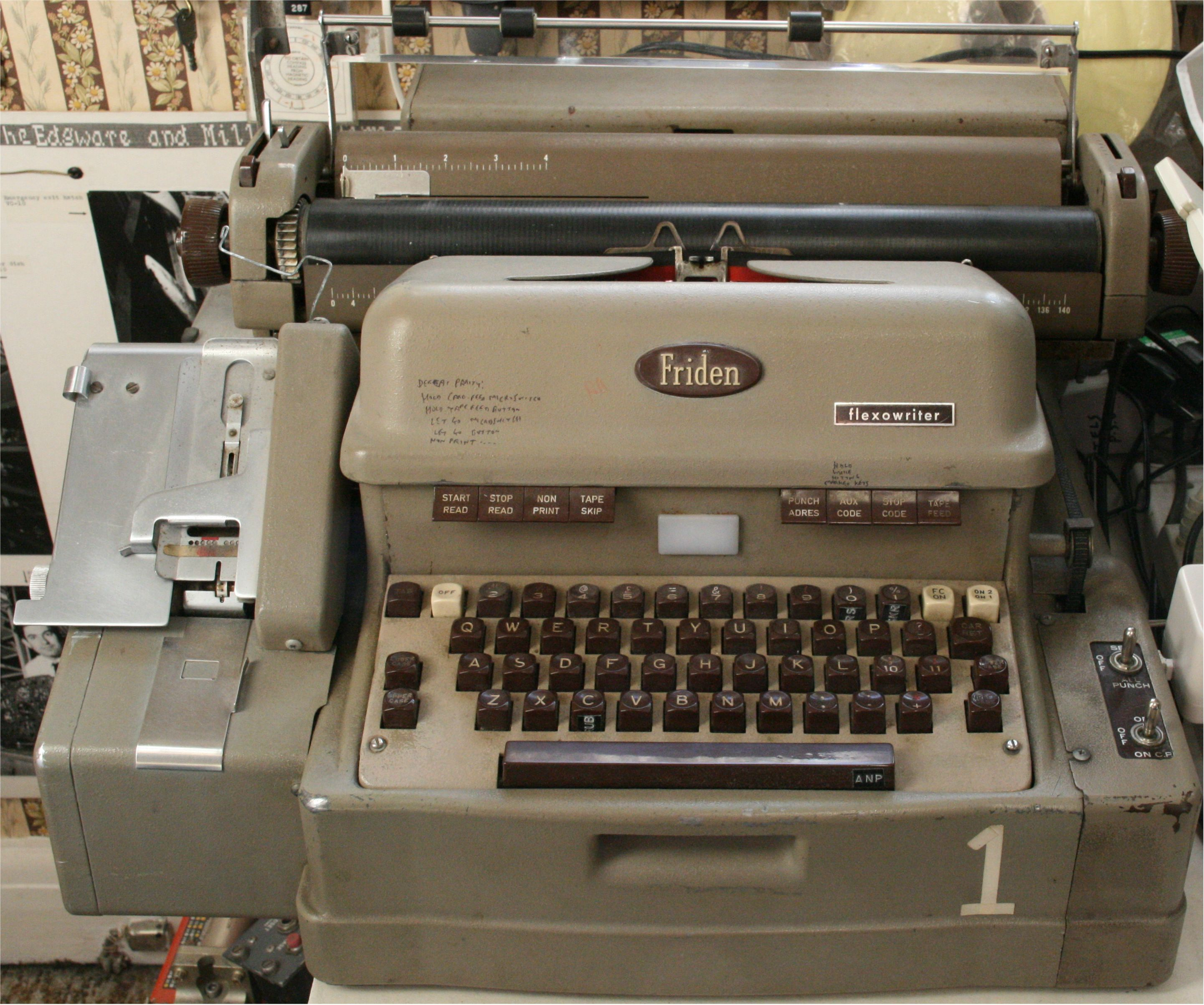
Friden Flexowriter

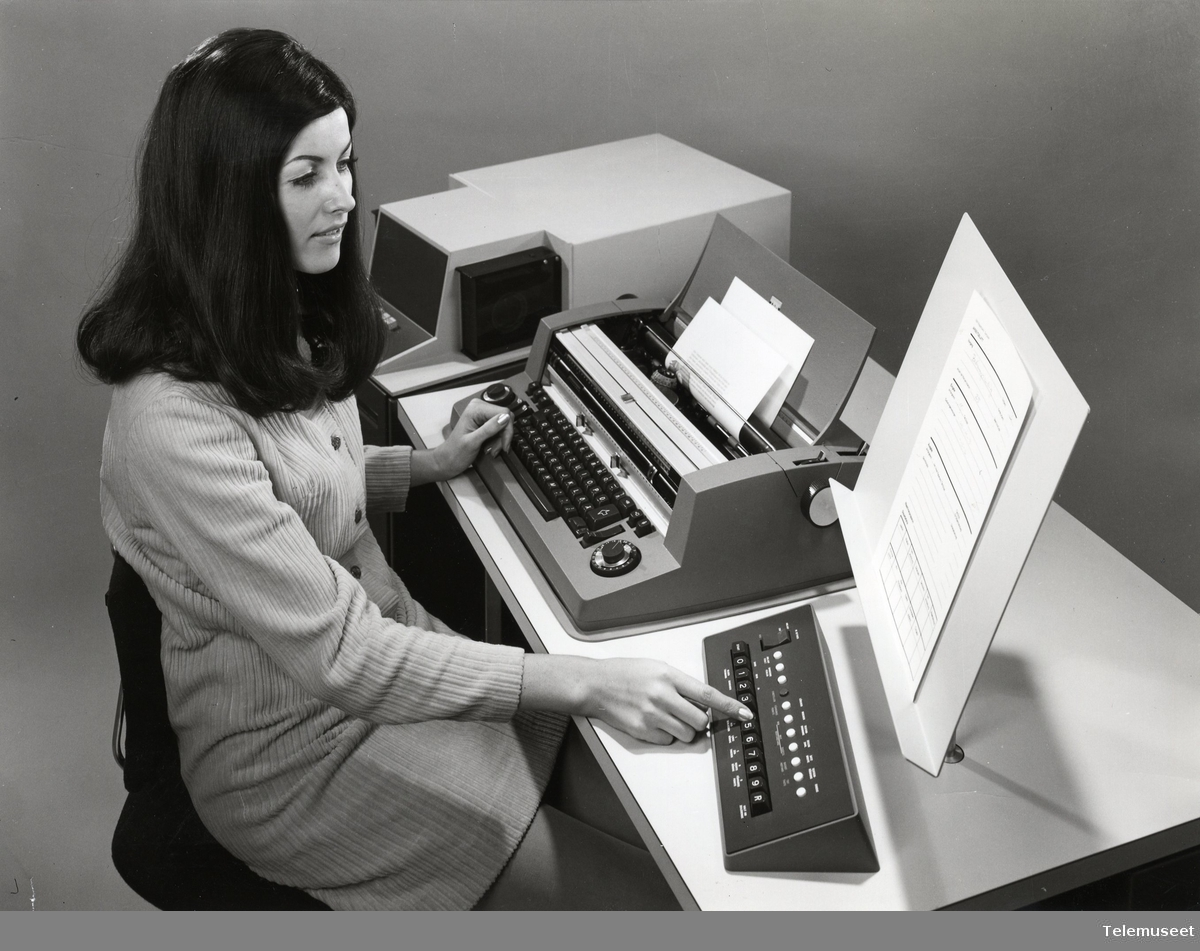
IBM MT/SC

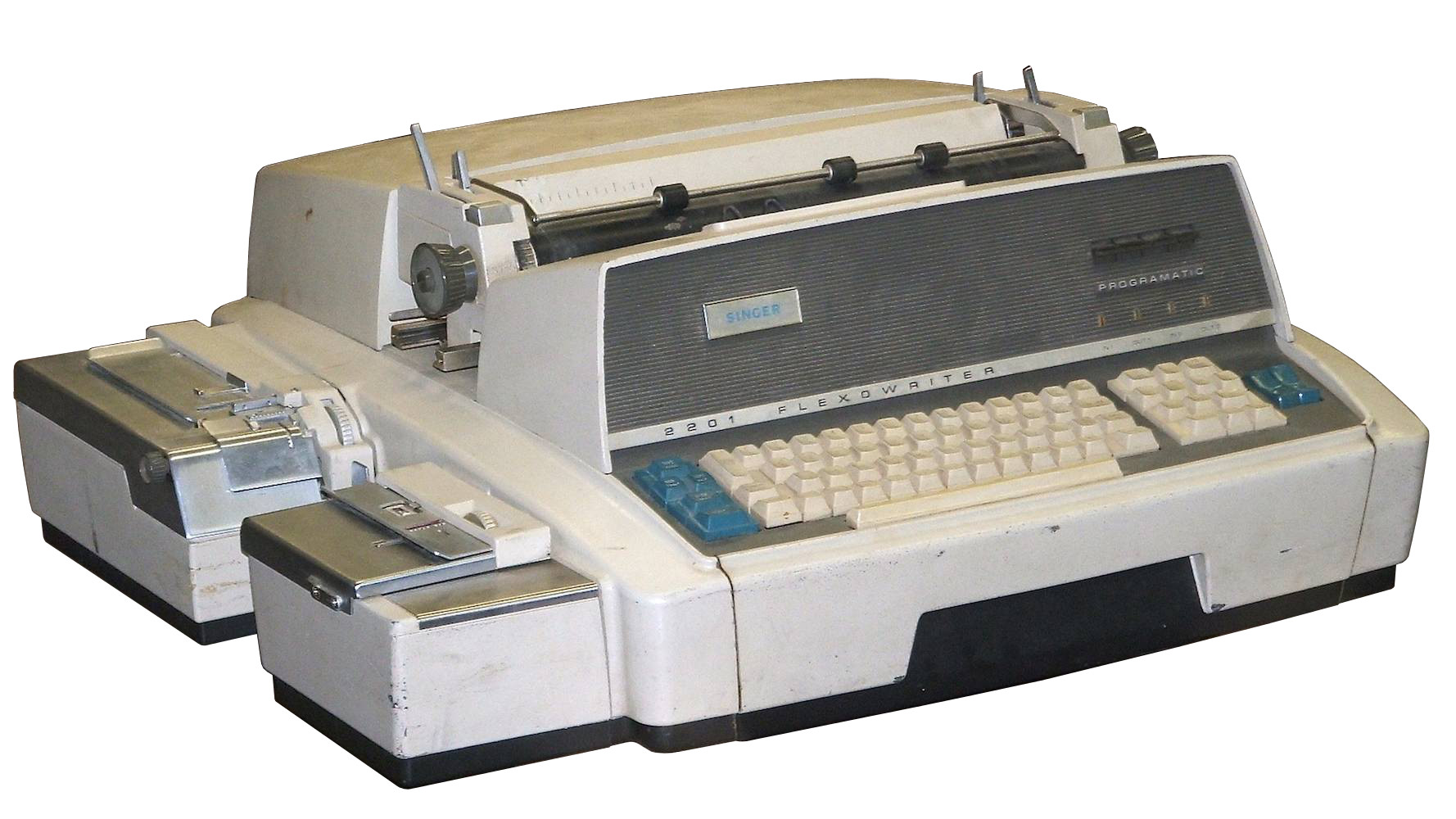
Friden 2201 Programatic

Ein Schreibautomat oder Lochstreifenschreibautomat ist ein elektromechanisches Gerät zur Textverarbeitung.

## Geschichte
1774 stellte der Schweizer Uhrmacher Pierre Jaquet-Droz einen Androiden vor, der durch eine Nockenscheibe gesteuert wurde und bis zu 40 Zeichen beliebigen Text schreiben konnte.
Die ersten Schreibautomaten moderner Bauart erschienen Anfang des 20. Jahrhunderts in den USA.
Thomas McCall erhielt 1912 das Patent für eine automatische Schreibmaschine mit Lochstreifensteuerung; der Erfinder übernahm das Arbeitsprinzip von den Notenrollen der schon länger bekannten Pianolas.
Sie kam als Hooven Automatic Typewriter auf den Markt, basierte auf einer modifizierten Underwood № 5 und wurde bis mindestens 1940 produziert. Als Stanzmaschine für die Lochstreifen diente eine separate Apparatur mit Schreibmaschinentastatur.
Konkurrenzprodukte waren ab 1932 der druckluftbetriebene Auto-typist der American Automatic Typewriter Company und der Robotyper der Robotyper Corporation.
Die 1925 erschienene Remington Electromatic, die zunächst noch breite Lochstreifen verwendete, wurde in den 1930er Jahren durch IBM weiterentwickelt und eroberte nach dem Zweiten Weltkrieg als Friden Flexowriter große Marktanteile. Es wurden unterschiedlichste Konfigurationen angeboten, die z. T. auch Lochkarten verarbeiten konnten und vielfach auch als Fernschreiber oder Systemkonsole für Computer verwendet wurden.
Konrad Zuse beschrieb bereits 1938 ein Nachrichtengerät, das mit elektromechanischen Mitteln Aspekte neuzeitlicher Textverarbeitung abbildete, jedoch nicht zur Ausführung kam.
Anfang der 1960er Jahre fanden sich auf dem Markt neben dem Flexowriter auch europäische Entwicklungen, so etwa der Olymax der Olympia-Werke, die BIMA der S.A. Marme, Paris, der Schweizer Supertyper und der Tronictyper von Engelbert Eichner. Die Arbeitsgeschwindigkeit wird typischerweise mit etwa 600 Zeichen/min angegeben, die Preise lagen oberhalb DM 20.000. In der DDR wurde die Optima 527 entwickelt.
Nach jahrelanger konzeptioneller Vorarbeit durch Ulrich Steinhilper führte IBM 1964 den Magnetic Tape Selectric Composer ein. Er verwendete eine modifizierte Selectric Kugelkopfschreibmaschine und speicherte die Texte auf Magnetbandcassetten, wodurch Speicherkapazität, Verarbeitungsgeschwindigkeit und Bedienkomfort beträchtlich stiegen.
Das Aufkommen von Textsystemen der Mittleren Datentechnik und spätestens der Personal Computer gegen Ende der 1970er Jahre führte zum Zusammenbruch des Marktes für klassische Schreibautomaten. So musste etwa die Supertyper Datentechnik AG, Zürich, 1978 mit einem Bestand von annähernd 2000 Automaten, die in ganz Europa installiert waren, Konkurs anmelden.

## Technik
Ein Schreibautomat neuerer Bauweise wie der Flexowriter bestand aus einer elektrischen Schreibmaschine, einem Lochstreifenstanzer und ein oder zwei Lochstreifenlesern, die mit einer Logikschaltung aus Transistoren oder Relais miteinander gekoppelt waren.
Die Schreibmaschineneingabe wurde mit elektromechanischen, elektronischen oder optischen Kontakten abgetastet und über die Logikschaltung binär auf einen Lochstreifen kodiert. Umgekehrt konnten die gestanzten Daten über einen Lochstreifenleser in Steuersignale für die automatische Ansteuerung der Schreibmaschine umgewandelt werden. Die mechanischen Elemente der Schreibmaschine wurden hierzu über Elektromagnete angesteuert, ältere Ausführungen arbeiteten in Analogie zu den Selbstspielklavieren pneumatisch.

### Steuerzeichen
Die zur Steuerung von Schreibautomaten auf den Lochstreifen verwendeten Steuerzeichen orientieren sich am noch heute verwendeten ASCII-Zeichensatz, der seinen Ursprung in der Fernschreibtechnik hat. Die ersten 32 Zeichen sind Steuerzeichen, die bestimmte Aktionen auf der ausgebenden Maschine ausführen und die Kommunikation mit einer Gegenstelle regeln; so etwa „BEL“ (=„bell“, Akustisches Signal, meist eine Glocke), „LF“ (=„line feed“, Zeilenvorschub), „CR“ (=„carriage return“, Wagenrücklauf), „HT“ (=„horizontal tab“, Horizontal-Tabulatorzeichen) und „FF“ (=„form feed“, Seitenvorschub) genannt. Steuerzeichen konnten auch dazu dienen, den Automatischen Druck zu unterbrechen, um manuell Ergänzungen vorzunehmen.

### Korrektur
Die Ausgabe auf den Lochstreifenstanzer erfolgte unmittelbar beim Schreiben. Dieser kodierte das auszugebende Zeichen binär in Form von meist 7 Lochungen je Reihe. Eine Lochung stellte hierbei ein gesetztes Bit dar. Die Korrektur eines einmal so „gelochten“ Zeichens war möglich, indem nachträglich alle sieben Bits auf der Position des falschen Zeichens gleichzeitig gelocht wurden. Einmal in einen Lochstreifen gestanzte Löcher konnten nicht einfach wieder aufgefüllt werden. Eine solche Reihe wurde von den ausgebenden Automaten ignoriert.
Lochstreifen ließen sich auch duplizieren. Dazu wurde der Quelllochstreifen eingelegt und von der Maschine verarbeitet. Im selben Schritt wurden dann alle Aktionen, ob automatisiert eingelesen oder manuell eingegeben, wieder auf einen neuen Lochstreifen ausgegeben. Der neue Lochstreifen enthielt dann quasi eine fehlerbereinigte Version, da Korrekturen und Haltebefehle nicht automatisch mit auf den neuen Lochstreifen ausgegeben wurden.

### Textbausteine
Lochstreifen boten die Möglichkeit, mit Textbausteinen zu arbeiten. Dazu wurden entweder die jeweiligen Lochstreifenabschnitte aneinandergeklebt oder die zu verwendenden Lochstreifen nacheinander in einen Leser eingelegt und im zu erzeugenden Dokument bis zur gewünschten Stelle gestanzt.

### Serienbriefe
Für das automatisierte Erstellen von Serienbriefen wurden zwei Lesestationen benötigt. In der ersten Lesestation wurde der Lochstreifen mit den Adressdaten (inklusive individueller Anrede) eingelegt, in der zweiten der zu einem Endlosband zusammengeklebte Serienbrief. Steuercodes in beiden Streifen regelten die Umschaltung zwischen den beiden Lesestationen.
Der Automat konnte in diesem Anwendungsfall mit Endlospapier bestückt werden.